# Notomyza abrupta
Notomyza abrupta är en tvåvingeart som beskrevs av Malloch 1933. Notomyza abrupta ingår i släktet Notomyza och familjen myllflugor. Inga underarter finns listade i Catalogue of Life.